# Der Fremdenführer von Lissabon
Der Fremdenführer von Lissabon ist ein deutscher Schlagerfilm von Hans Deppe aus dem Jahr 1956 mit Vico Torriani in der männlichen Hauptrolle sowie Inge Egger, Mara Lane, Gunnar Möller und Mady Rahl in tragenden Rollen.

## Inhalt
Antonio Duarte verdient sich mit seinen Freunden Sebastian und Bill Geld als Fremdenführer in Lissabon. Bill fährt den Touristenbus, während Sebastian an einer charakteristischen Stelle am Meer als Maler die Touristen entzückt. Alle drei leben in einem Castell, das Antonios Onkel Jeronimo verwaltet und in dem sie nur provisorisch wohnen. Eines Tages zeigt Antonio einer Gruppe Internatsschülerinnen aus Genf unter der Leitung ihrer Lehrerin Fräulein von Hornstein, genannt Hörnchen, Lissabon. Die attraktive Mercedes Gonzales hat sich in Antonio verliebt und setzt alles daran, sich für ihn interessant zu machen. Sie posiert mit ihm für ein Foto und lädt ihn schließlich für den Abend ein. Die Gruppe fährt am nächsten Tag zurück nach Genf und Mercedes wettet mit ihren Freundinnen, dass sie Lissabon als Verlobte von Antonio verlassen werde. Antonio jedoch denkt nicht daran, sich mit der ihm unbekannten jungen Frau zu verloben. Mercedes droht ihm jedoch damit, anderenfalls ins Wasser zu gehen, allerdings nimmt Antonio sie nicht ernst. Hörnchen jedoch weiß, dass Mercedes tatsächlich dazu imstande wäre, zumal sie nicht schwimmen kann. Mercedes stürzt sich kurz darauf ins Wasser und lässt sich von Antonio erst retten, als er in eine Verlobung einwilligt.
In Genf ist Vater Gonzales alarmiert. Mercedes wird die Erbin eines Millionenvermögens sein und da sie sich in den Kopf gesetzt hat, Antonio wirklich zu heiraten, setzt er die Privatdetektivin Claudia Bronner auf Antonio an. Sie soll herausfinden, ob es sich bei ihm nicht um einen Mitgiftjäger handelt. Antonio hat die Verlobung nicht ernst genommen, plant nicht, Mercedes zu heiraten und ignoriert auch ihre Briefe. Sebastian wiederum hatte sich in Mercedes verliebt und beantwortet die Briefe mit Antonios Erlaubnis. In diesen Briefen schreibt er poetisch, wie sehr er Mercedes liebt. Claudia erreicht Lissabon und nimmt an einer Stadtführung teil. Sie verärgert Antonio und Sebastian, indem sie beide immer wieder in ihren Ausführungen korrigiert. Am Ende erklärt Antonio ihr, dass die meisten Touristen es mögen, wenn die Geschichten interessant und spannend sind. Er bietet ihr eine „korrektere“ Einzelführung an und sie stimmt zu. Während der Tour kommen sich beide näher, auch wenn Antonio spürt, dass sie etwas vor ihm verbirgt. Er geht mit ihr Essen und trifft sie später im Hotel wieder. Die Baronin Karaczyl erkennt Claudia von einem früheren Zusammentreffen. Sie betreibt eine einfache Form von Betrug, indem sie reiche Männer dazu bringt, ihr ein sowieso in ihrem Besitz befindliches Schmuckstück zu kaufen, das sie vorher in Absprache mit dem Verkäufer in die Schmuckvitrine des Hotelshops gelegt hat. Sie und der Verkäufer teilen sich anschließend den Gewinn. Weil die Baronin glaubt, Claudia sei hinter ihr her, durchsucht sie heimlich deren Zimmer und bemerkt, dass Antonio von ihr beschattet wird. Sie berichtet Antonio nun von der wahren Intention Claudias. Antonio ist enttäuscht, sagt Claudia, dass er alles über sie wisse, und geht. Claudia hatte unterdessen nach Genf telefoniert und erklärt, dass Antonio kein Mitgiftjäger sei und auch kein Interesse an Mercedes habe. Sie ist nun am Boden zerstört.
Aufgrund der Liebesbriefe erscheint Mercedes überraschend in Lissabon. Antonio setzt sie kurzerhand bei Sebastian ab, der ihr gesteht, dass er die Briefe geschrieben habe. Beide werden ein Paar. Antonio jedoch ist unglücklich und kann sich nicht einmal am Stierkampf erfreuen. Auch Claudia sitzt lustlos im Publikum und beobachtet den geknickten Antonio hin und wieder durch ein Fernglas. In der Pause nimmt sie sich ein Herz und will Antonio sprechen, doch schickt Bill sie fort, weil sie Antonio nur unglücklich mache. Antonio hört davon und eilt Claudia nach. Beide treffen schließlich in einer Taverne zusammen und fallen sich in die Arme. Es kommt zum glücklichen Ende.

## Produktion

### Produktionsnotizen
Der Fremdenführer von Lissabon entstand nach einer Idee von Lore Stapenhorst. Der Film wurde in Lissabon sowie in den CCC-Filmstudios Berlin gedreht. Die Kostüme schuf Ursula Stutz, die Filmbauten stammen von Willi A. Herrmann und Heinrich Weidemann. Im Film sind vier verschiedene Lieder zu hören, die Vico Torriani singt. Die Liedtexte stammen von Hans Bradtke:
- Verlieb’ dich in Lissabon (Frühling in Portugal)
- Ein Mannequin aus Paris
- Du bist mein schönster Liebesroman
- Schön muß es sein, ein Torrero zu sein

### Hintergrund
Der Film spielt im Lissabon der 1950er Jahre, vor Errichtung einer Reihe heute bekannter Wahrzeichen Lissabons, etwa der Ponte 25 de Abril, der Christus-Statue, oder dem Denkmal der Entdeckungsfahrten, aber auch vor Ausbruch des international für Empörung sorgenden Portugiesischen Kolonialkriegs. So kommt der Film ohne eine Erwähnung des totalitären Estado-Novo-Regimes von Diktator Salazar aus. Vielmehr beschränkt sich der Unterhaltungsfilm auf die Entwicklung einer turbulenten, unbeschwerten Liebesgeschichte vor dem sonnigen Hintergrund der alten Viertel und dem Charme der Stadt. Er entspricht dem Muster vieler Heimatfilme und der in Urlaubsländern spielenden Schlagerfilme, wobei er als Beispiel dafür dient, einer der wenigen Filme zu sein, die in Portugal gedreht wurden.

### Veröffentlichung
Der Film, der am 28. Dezember 1956 in der Esslinger Scala seine Filmpremiere hatte, erreichte auch keinen so nachhaltigen Erfolg, wie einige andere Filme von Hans Deppe, wie beispielsweise Gitarren klingen leise durch die Nacht oder Mandolinen und Mondschein, die in Italien spielten. Der Film erschien im August 2011 auf DVD im Handel.
In Österreich wurde der Film im Januar 1957 veröffentlicht, in Portugal am 26. Februar 1958 unter dem Titel Férias em Portugal, in Finnland am 28. Februar 1958 unter dem Titel Rytmejä Lissabonissa und in Dänemark am 6. Februar 1961. In Belgien wurde der Film unter dem Titel Amour au Portugal veröffentlicht, in Norwegen unter dem Titel På eventyr i Lisboa.

## Rezeption

### Kritik
Der film-dienst nannte Der Fremdenführer von Lissabon eine „mühsam zusammengebastelte, nachlässig inszenierte Liebesgeschichte eines singenden Fremdenführers vor portugiesischem Reiseprospekt-Hintergrund.“